# 閔行開発区駅
閔行開発区駅（びんこうかいはつく-えき）は中華人民共和国上海市閔行区に位置する上海地下鉄5号線の駅である。

## 駅構造
相対式ホーム2面2線の高架駅。

## 歴史
- 2003年11月25日 - 開業。

## 隣の駅
■上海地下鉄5号線
文井路駅 - 閔行開発区駅